# اچ‌ام‌اس گی آرچر
اچ ام اس گی آرچر (پی۱۰۴۱) (به انگلیسی: HMS Gay Archer (P1041)) یک کشتی بود که طول آن ۷۵ فوت ۲ اینچ (۲۲٫۹ متر) بود. این کشتی در سال ۱۹۵۲ ساخته شد.